# 熊本市産業文化会館
熊本市産業文化会館（くまもとしさんぎょうぶんかかいかん）は、かつて熊本県熊本市中央区花畑町に存在した熊本市の公共施設。地元では「産文（さんぶん）」、「産文会館」という愛称で親しまれていた。

## 施設概要
- 所在地：熊本市中央区花畑町7番10号

## 閉館前の施設構成
かつては、「ニューサンブン」という愛称の専門店街もあり、地下1階〜2階には、飲食や物販のテナントが数多く入居していた。
- B1F -
- 1F - 市民活動支援センター・あいぽーと、市民サービスコーナー
- 2F - 喫茶店ACB、株式会社体育堂、社団法人熊本県観光連盟、財団法人熊本国際観光コンベンション協会
- 3F - 熊本県物産館、社団法人熊本県物産振興協会、小ホール
- 4F - 日本貿易振興機構（ジェトロ）、社団法人熊本県貿易協会、社団法人熊本産業貿易振興協会、熊本市商店街連合会、経営支援課、経営サポートプラザ
- 5F - 法テラス熊本、法律相談センター（熊本県弁護士会）、熊本市消費者センター、展示場
- 6F - 会議室
- 7F - 大ホール

## 沿革
- 1981年 - 開館。
- 2009年3月31日 - 施設の老朽化や花畑地区再開発事業に伴い閉館。
- 2014年1月7日 - 解体工事に着手。費用は約3億6828万円[1]。
- 2015年1月 - 解体完了。
- 2015年3月7日 - 跡地を「花畑広場」としてオープン。

## 交通アクセス
路面電車
- 熊本市電 辛島町電停 徒歩1分

路線バス
- 熊本交通センター（現:熊本桜町バスターミナル） 徒歩3分

## 周辺施設
- 熊本交通センター（現:SAKURA MACHI Kumamoto（1階に熊本桜町バスターミナル））
  - くまもと阪神→県民百貨店（現:SAKURA MACHI Kumamoto）
- 熊本市民会館（現:市民会館シアーズホーム夢ホール）
- NTT西日本熊本支店